# 狄奧多特·特里豐
狄奧多特·特里豐 （希臘語：Διόδοτος Τρύφων），是希臘化時代國王，原是塞琉古帝國將軍，後來在前144年擁立安條克六世為王起兵反對德米特里二世，在安條克六世去世後，他自立為王，統治年間從前142年–前138年，終兵敗被殺。
他本名「狄奧多特」，是亞歷山大一世的一位將軍，在前144年擁立還很年幼的亞歷山大一世之子安條克六世為王，與不得民心的德米特里二世內戰，並且一度拿下帝國首都安條克城與大部分的敘利亞地區。因為帝國內戰陷入僵局，安條克六世陣營的實際領導人狄奧多特迫切尋找更多盟友來打贏內戰，在給予許多利益下朱迪亞猶太領導人約拿單·亞腓斯從德米特里二世陣營叛變，加入了狄奧多特這方陣營。約拿單·亞腓斯隨後擊敗德米特里二世的軍隊，並且率兵攻下許多效忠德米特里的城市，使得約拿單聲勢大振，威脅到狄奧多特自身的地位。因此狄奧多特設計引誘約拿單來托勒邁斯一趟，騙說要把該城交給他。當約拿單一來，狄奧多特便把他抓住，不久就殺了。
前142年，傀儡小國王安條克六世突然去世，狄奧多特宣稱是病死，但很可能是狄奧多特自己下了毒手，他之後更名為「特里豐」自立為王，特里豐名字有盛大堂皇的意思。他王室崇拜稱號「獨裁者」（希臘語：Αὐτοκράτωρ，Autocrator），宣稱他的法統獨立於塞琉古王朝之外。當上國王的特里豐繼續進擊，內戰局勢對他漸漸有利。隨著德米特里二世被安息國王米特里達梯一世俘虜，在前139年到前138年一段時間他是敘利亞地區唯一的國王，特里豐試圖擴張力量，但德米特里二世的弟弟安條克七世接替了德米特里二世的王位嚇阻了攻勢。安條克七世統治深受歡迎且能力卓越，這讓特里豐被迫採取防禦，他多次被入侵敘利亞地區的安條克擊敗，最後兵敗自殺。

## 將軍
狄奧多特出身敘利亞阿帕米亞的衛星城鎮卡西亞那（Casiana），他在內戰期間曾是塞琉古帝國亞歷山大一世的將軍，幫助國王對抗德米特里二世。亞歷山大一世的盟友兼岳父埃及國王托勒密六世也率軍來援，但埃及在前145年時叛離亞歷山大陣營，改支持德米特里並奪取了巴勒斯坦、腓尼基、塞琉西亞·佩里亞等地。當時狄奧多特被亞歷山大任命負責留守安條克城，與另名將軍伊厄拉斯一同拱衛首都，然而狄奧多特他們卻對托勒密六世展開大門向埃及國王投降。托勒密六世隨後自立為亞細亞之王，有意合併托勒密埃及和塞琉古帝國，但他不久後就反悔，並把亞細亞之王位交給德米特里二世，自己保留埃及王位。

## 攝政

### 反叛德米特里二世

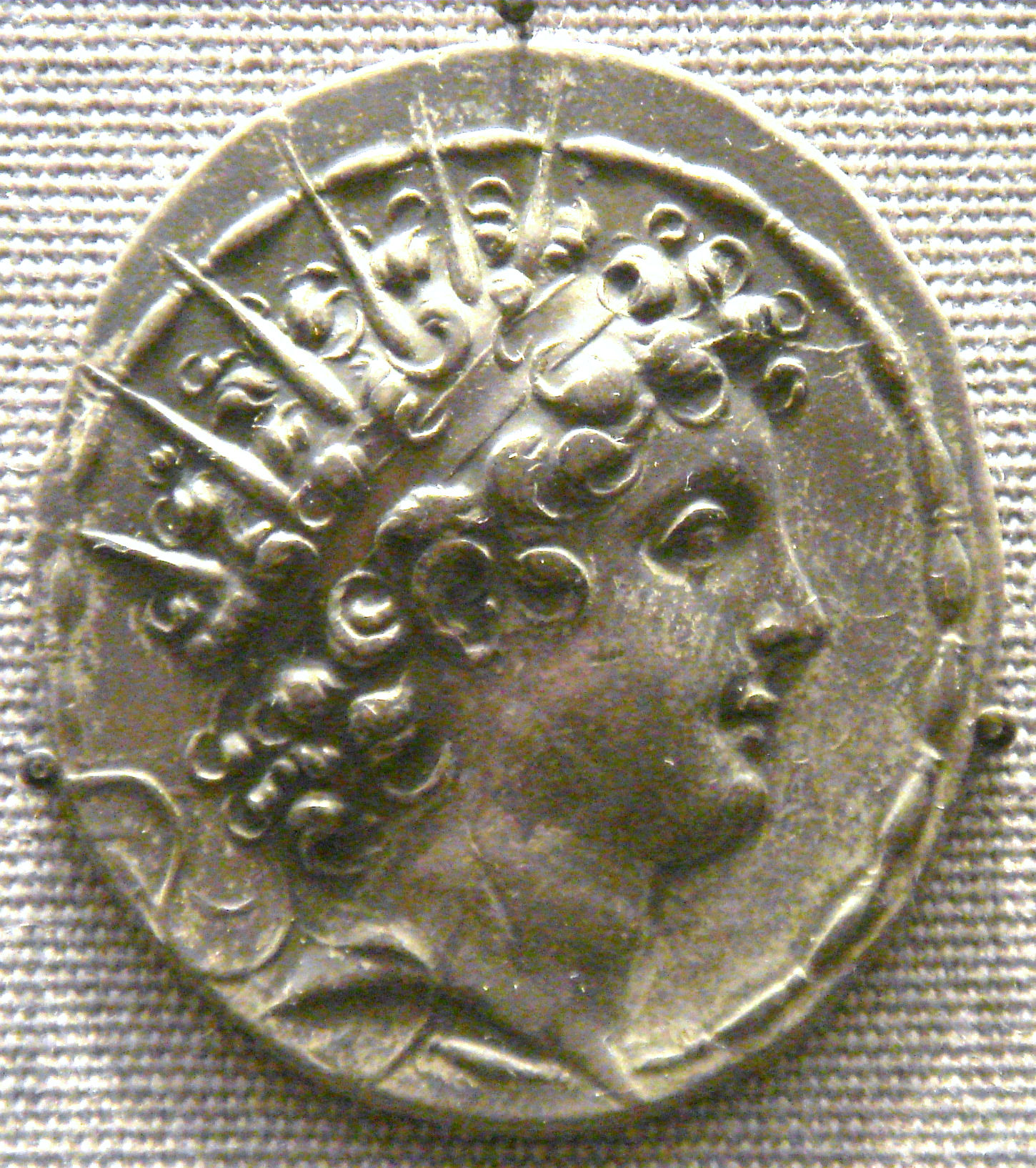
狄奧多特以安條克六世名義發行的錢幣

當德米特里二世在奧諾帕魯斯河戰役後成為唯一的塞琉古帝國統治者，他開始剷除亞歷山大一世時期的臣子，引起許多亞歷山大舊臣不滿。因為狄奧多特曾是亞歷山大一世將軍，根據《馬加比一書》記載，狄奧多特觀察到所有的軍隊都在怨恨、抱怨德米特里，他趁機鼓動反抗德米特里的行動。起初他考慮自身可能已被政府盯上，他便逃到名叫扎布迪爾（Zabdiel）或名叫依馬庫（Imalkue）的阿拉伯人王公那去，當時這位阿拉伯人王公正輔養亞歷山大一世年幼的兒子安條克六世，狄奧多特推舉年紀差不多5歲的幼童為王，自己充當小國王的攝政來發號司令。
德米特里二世此時正對財政問題忙著焦頭爛額，根本沒空管狄奧多特和安條克六世挑戰王位，狄奧多特利用國人對德米特里政權不滿的情緒，在他的根據地柏羅斯河畔的哈爾基斯（Chalcis on Belus）聚集了一支大軍。最終狄奧多特反叛引起了德米特里的注意，他率領軍隊前來討伐，但卻在野戰中被叛軍擊敗，戰役後狄奧多特控制了首都安條克城和軍事重鎮阿帕米亞。錢幣證據顯示狄奧多特先在前144年前期就取下阿帕米亞，並在前144後半年或前143年前半拿下首都安條克。
狄奧多特以小國王安條克六世的名義，控制了安條克、阿帕米亞、敘利亞的拉里薩、哈爾基斯等地的敘利亞內陸地區，德米特里只能退至沿海以塞琉西亞·佩里亞為基地並保留敘利亞沿岸、腓尼基和奇里乞亞地區，以及帝國東部如美索不達米亞地區。前144年中葉，似乎狄奧多特試圖進軍美索不達米亞，但此次行動遭到失敗，而安息帝國也在這個機會攻佔了蘇薩並降伏了埃利邁斯王國（Elymais），並在前141年中葉攻佔了美索不達米亞地區。

### 干涉猶地亞地區
差不多同時，狄奧多特對猶地亞地區的領導者約拿單·亞腓斯展開外交行動，許諾他高位和表封其弟西門·太西為從泰爾之梯（Ladder of Tyre）到埃及邊界之間地區的督撫，希望可以拉攏他加入反對德米特里陣營。約拿單·亞腓斯接受這個提議，他以德米特里二世迫害猶太人為藉口，以及過往亞歷山大一世時期對猶太人的友善態度，以此鼓動猶太人支持亞歷山大之子安條克六世。然而這狀況沒有持續很久，約拿單剷除德米特里陣營的擴張過於猛烈，猶太文獻中宣稱這讓狄奧多特開始害怕了約拿單·亞腓斯的力量，擔心他會阻止自己的野心。狄奧多特開始設計謀害約拿單，前142年狄奧多特以轉交托勒邁斯·阿卡城來引誘約拿單前來，僅帶少數兵力的約拿單因而被狄奧多特抓捕，儘管西門·太西交付贖金了來贖回兄長，但狄奧多特依舊不放人。狄奧多特率領大軍試圖對耶路薩冷發動攻擊，但大雪阻礙軍事活動進行，狄奧多特被迫放棄計畫只得退兵，退兵前他處死了約拿單，後率軍返回敘利亞。約拿單的弟弟西門很快成就被選為馬加比家族的領導人，他們因為狄奧多特背叛行為改與德米特里二世建立緊密的盟友關係，德米特里反饋他們許多自治特權，後來最終導致猶太哈斯蒙尼王國完全脫離獨立。
根據阿特納奧斯的記載，在前142年同年某刻一支狄奧多特軍隊在泰爾和托勒邁斯·阿卡之間某地擊敗親德米特里陣營萨耳珀冬（Sarpedon）領導的軍隊，他們在沿著海濱追擊敗兵，結果一個大浪打過來狄奧多特軍也跟著全軍覆沒。

## 自立為王

### 王室頭銜和意象
在前142年後期或前141年前期，安條克六世可能在藥石罔效下因病去世，但大多數古代文獻都認為是狄奧多特謀殺了小國王。後來狄奧多特在軍隊的擁護下成為國王巴西琉斯，並改名為「特里豐」。作為一位希臘化時代國王，他的王室名「特里豐」（Tryphon）字意來自國王的美德之一「奢華」（tryphe），對希臘化時代王權來說這詞並不是缺點或負面涵義，相反這帶有正面的，意味著君主擁有無盡的財富且他可以慷慨的賞賜給臣民。他的王室崇拜頭銜選用「獨裁者」（Autocrator），這相當特殊，在特里豐之前沒有希臘化君主選擇這個作為稱號。學者埃德溫·貝文（Edwyn Bevan）認為這是讓人想起馬其頓偉大君主腓力二世和亞歷山大大帝，他們曾經在科林斯同盟中被希臘各邦選為軍隊的「獨裁主帥」（Strategos Autokrator）來對抗波斯帝國。在學者埃德溫·貝文的觀點中，特里豐這是強調被敘利亞的希臘、馬其頓自由民推選為國王，與國王被神格化的塞琉古帝國王權思想有所不同。學者Chrubasik則是認為特里豐選用「獨裁者」為頭銜是模仿安息統治者，也說明自身統治的正統性不是來自塞琉古家族所流傳下來的而是來自自己，這也強調他是靠著軍事才能來滿足巴西琉斯最重要的職責。

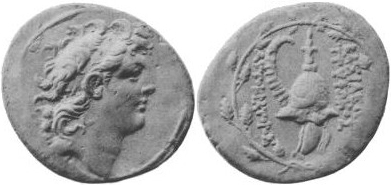
特里豐的錢幣，背面以希臘文寫著ΒΑΣΙΛΕΩΣ ΤΡΥΦΩΝΟΣ ΑΥΤΟΚΡΑΤΟΡΟΣ，即「國王特里豐·獨裁者的」。

沒有跡象顯現特里豐認為自己是塞琉古王朝的一部份，相反的他用不尋常的稱號和錢幣上的圖像來強調自己與前幾任的塞琉古國王無關，他的錢幣展示他成熟的外觀，與相當肉感的臉面和長捲髮，這都是強調他的王室名字特里豐所隱含的「奢華」之意。錢幣背面是一個裝飾精緻的波奧蒂亞式頭盔（Boeotian helmet），可能是為了與軍隊做延伸連結，或這進一步強調他在軍事上的「奢華」。他斷絕與塞琉古王朝聯繫的理念，也反映在他停止使用塞琉古紀年系統上，這套紀年方式從塞琉古一世在巴比倫建立勢力開始就一直連續使用下去，特里豐從他登基那年開始為元年，建立自己的紀年系統。
為了確保羅馬共和國承認他的王位，特里豐送了一個黃金打造的尼刻女神雕像到羅馬，羅馬元老院最終選擇收下這座女神雕像，但宣稱這是安條克六世送的，並沒有進一步認可特里豐的王位，同時其他希臘化諸國也沒有承認特里豐的王位。

### 對抗安條克七世
特里豐稱王後，把自己的控制區域往南擴展至托勒邁斯·阿卡和多爾（Tel Dor）。然而德米特里卻沒有繼續討伐特里豐，反而是率大軍前往帝國東部，打算收復前些年被安息帝國占領的美索不達米亞地區。前138年7月或8月間德米特里於兵敗被安息俘虜，使得特里豐成為敘利亞地區唯一的國王，儘管德米特里二世的殘餘勢力仍在王后克麗奧佩脫拉·特婭之號召下繼續抵抗。
差不多同時，德米特里二世的王弟安條克七世從羅德島出發，從肥尼基地區登陸，宣告他即位為新的塞琉古國王來對抗特里豐。為了提高正統性，安條克七世與克麗奧佩脫拉·特婭結婚。從錢幣的考古發現，當時許多沿海城市向特里豐效忠，僅西頓和泰爾立在安條克七世陣營之下。隨著不得人心的德米特里二世遠去，新上台的安條克七世很快就重新凝聚起塞琉古帝國臣民的人心，還透過賞賜和攏絡讓猶地亞地區領導人西門·太西支持他。

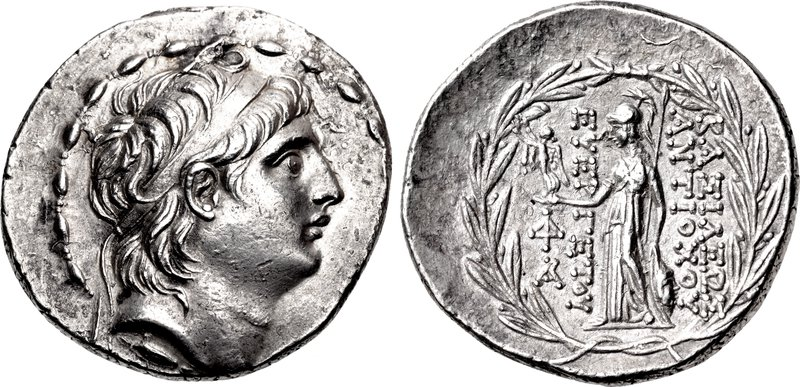
安條克七世的錢幣

前138年中葉，特里豐在戰場上被安條克七世給擊敗，安條克城也被佔領。他只得轉進到南方的要塞城市多爾，並在那裏被敵軍圍困。特里豐從那裡透過海路突圍而出，退到敖托息雅（Orthosia），之後再返回他的老家兼根據地阿帕米亞。特里豐在安帕米亞再度遭到安條克七世軍隊包圍，有一些文獻提到他於前138年或前137年時戰敗被擒後處死，也有的說他是戰敗自殺。

## 註腳
1. ↑  阿庇安. Syr. 68
2. ↑  約瑟夫斯 AJ 13.131, 144
3. ↑   李維 55.11
4. ↑  查士丁 36.7
5. ↑  Barca, Natale. . Pen and Sword Military. 2020: 142  [2022-04-15]. ISBN 978-1-5267-6749-3. （原始内容存档于2022-04-15） （英语）.
6. ↑  斯特拉波 16.2.10
7. ↑  狄奧多羅斯 33.3.
8. ↑  馬加比一書  11. 13
9. ↑   約瑟夫斯 AJ 13.113–15.
10. 1 2  Chrubasik 2016，第133–4頁
11. ↑  狄奧多羅斯 Bibliotheca 33.4.2
12. ↑  1 Maccabees 11:39: 新修訂標準版聖經
13. ↑  馬加比一書 11.39-40
14. ↑  狄奧多羅斯 Bibliotheca 33.4.2–3
15. ↑  馬加比一書 11.45–50;
16. ↑  約瑟夫斯 AJ 13.137–41
17. ↑  Chrubasik 2016，第135–6頁
18. ↑  狄奧多羅斯 Bibliotheca 33.4a
19. ↑  馬加比一書 11.55-56
20. ↑  約瑟夫斯 AJ 13.144
21. ↑  Houghton, Arthur. . 瑞士錢幣學觀察（Schweizerische Numismatische Rundschau）. 1992, 71: 119–141.
22. ↑  Chrubasik 2016，第136–7頁
23. ↑  李維 Periochae 52
24. ↑  約瑟夫斯 AJ 13.145
25. ↑  巴比倫天文日誌（Babylonian astronomical diaries） III 143 A flake 20–1
26. ↑  Chrubasik 2016，第137 n. 50 & 51頁
27. ↑  馬加比一書 11.57-59
28. ↑  約瑟夫斯 AJ 13.145-148
29. ↑  馬加比一書 13.12–24
30. ↑  約瑟夫斯 AJ 13.203–18.
31. ↑  Chrubasik 2016，第137–8頁
32. ↑  馬加比一書 13.35-49
33. ↑  Chrubasik 2016，第139–140頁
34. ↑  阿特納奧斯 8.333
35. ↑  馬加比一書 13.31
36. ↑  狄奧多羅斯 33.28
37. ↑  約瑟夫斯 13.128
38. ↑  Chrubasik 2016，第138 n. 58, 139頁
39. ↑  Bevan, The House of Seleucus, Vol.II, p.302
40. 1 2  Chrubasik 2016，第139頁
41. ↑  Chrubasik 2016，第157–60頁
42. ↑  狄奧多羅斯 33.28a
43. ↑  Bevan, ‘The House of Seleucus’, Vol.II, p.230-231
44. ↑  Astronomical Diaries III 137 A rev. 8–11
45. ↑  馬加比一書 14.1-3
46. ↑  約瑟夫斯 AJ 13.186;
47. ↑  波菲利 《希腊历史学家残篇集成》（FGrH） 260 F32.16; van der Spek, Robertus. . Archiv für Orientforschung. August 1997, 44/45: 172  [2022-04-24]. （原始内容存档于2022-04-24）.; Chrubasik 2016，第140頁
48. ↑  約瑟夫斯 AJ 13.222
49. ↑  Chrubasik 2016，第140頁
50. ↑  馬加比一書 15.5-9;
51. ↑  Chrubasik 2016，第141頁.
52. ↑  馬加比一書 15.10-38
53. ↑  約瑟夫斯 AJ 13.223
54. ↑  阿庇安 Syrian Wars 68.
55. ↑  斯特拉波 14.5.2;
56. ↑  喬治·辛斯勒（George Syncellus） 351.18-19.

## 來源
- John D. Grainger.  The Fall of the Seleukid Empire 187-75 BC.  Pen & Sword 2016 ISBN 978-1783030309
- Grainger, John D. . 2010: 281–328. ISBN 9789004180505.
- Chrubasik, Boris. Kings and Usurpers in the Seleukid Empire: The Men who would be King. Oxford: Oxford University Press. 2016. ISBN 9780198786924.
- trypho （页面存档备份，存于）, article in historical sourcebook by Mahlon H. Smith

| 狄奧多特·特里豐 敘利亞國王出生于：?逝世於：前138年 | 狄奧多特·特里豐 敘利亞國王出生于：?逝世於：前138年                                                   | 狄奧多特·特里豐 敘利亞國王出生于：?逝世於：前138年 |
| -------------------------------------------------- | --- | -------------------------------------------------- |
| 前任者： 安條克六世                                | 敘利亞國王 前142年–前138年 與德米特里二世內戰同時在任 （前142年–前138年） 安條克七世內戰 （前138年） | 繼任者： 安條克七世                                |